# Bélarga
Bélarga är en kommun i departementet Hérault i regionen Occitanien i södra Frankrike. Kommunen ligger i kantonen Gignac som tillhör arrondissementet Lodève. År 2022 hade Bélarga 662 invånare.

## Befolkningsutveckling
Antalet invånare i kommunen Bélarga
Referens:INSEE